# 莫尔塞姆区
莫尔塞姆区（法語：Arrondissement de Molsheim）是法国下莱茵省所辖的一个区。总面积771.2平方公里，总人口103939，人口密度135人/平方公里（2018年）。主要城镇为莫尔塞姆。

## 辖区
莫尔塞姆区辖有77个市镇。